# Namtu
Namtu är en stad i Myanmar. Den ligger i delstaten Shan, i den centrala delen av landet, 400 km norr om huvudstaden Naypyidaw. Namtu ligger 642 meter över havet och folkmängden uppgår till cirka 13 000 invånare.

## Geografi
Terrängen runt Namtu är lite kuperad. Runt Namtu är det ganska glesbefolkat, med 26 invånare per kvadratkilometer. I omgivningarna runt Namtu växer huvudsakligen savannskog.